# Lomsjön (Stora Skedvi socken, Dalarna, 669774-150310)
Lomsjön är en sjö i Säters kommun i Dalarna och ingår i Dalälvens huvudavrinningsområde.